# Gargoyle's Quest II: The Demon Darkness
 (octobre 2019).
Si vous disposez d'ouvrages ou d'articles de référence ou si vous connaissez des sites web de qualité traitant du thème abordé ici, merci de compléter l'article en donnant les références utiles à sa vérifiabilité et en les liant à la section « Notes et références ».
Gargoyle's Quest II: The Demon Darkness, ou Red Arremer II (レッドアリーマーII) au Japon, est un jeu de plate-forme / RPG de Capcom, distribué en 1992 sur Nintendo. Un portage est sorti sur Game Boy en 1993 uniquement au Japon, et est renommé Makaimura Gaiden: The Demon Darkness.
C'est la suite de Gargoyle's Quest sorti sur Game Boy.

## Synopsis
Firebrand est une gargouille du clan des Red Arremer vivant dans le Royaume des Démons. Il s'entraîne à devenir un guerrier capable d'affronter les humains, mais lors de son initiation, son village est attaqué par les Destructeurs, des ennemis de longue date des Démons. Tous les habitants disparaissent mystérieusement, victime d'une « lumière ténébreuse » sauf Firebrand qui survit miraculeusement. Avant de disparaître à son tour, le chef du village confie à Firebrand la mission de trouver le roi et lui venir en aide. Firebrand n'aura de cesse de rencontrer cet étrange « Demon Darkness » qui plane sur le royaume.
La gargouille se lance ainsi dans une longue aventure où il devra combattre les Destructeurs, et apprendre qui il est.

## Personnages principaux
- Firebrand - Une jeune gargouille du clan des Red Arremer souhaitant devenir un grand guerrier. Il est chargé par le Roi Morock, sur son lit de mort, de sauver le Roi Barr de la "lumière ténébreuse".
- Morock - Roi d'Erturia, ville natale de Firebrand. Il périt dès l'attaque du Royaume en délivrant un dernier message.
- Breager - Principal antagoniste du jeu, le Roi de la Destruction désire revenir dans le monde des démons pour y semer la terreur.
- Goza - Lieutenant du Roi Breager. Il souhaite ressusciter son maître par tous les moyens.

## Système de jeu
Reprenant le principe du jeu Gargoyle's Quest sur Game Boy, le joueur alterne entre deux phases :
- Une phase plates-formes dans laquelle Firebrand peut voler, s'accrocher aux murs et enflammer les ennemis.
- Une phase aventure sur une carte, dans laquelle l'exploration des villages et environnements du Royaume des Démons est privilégiée.

Des changements sont néanmoins présents par rapport au premier épisode. Les déplacements ont été facilités, avec notamment une fréquence plus faible des combats aléatoires. 
La difficulté générale du titre est plus grande avec le changement de support, rendant l'aventure plus longue.
Les mots de passe ont été conservés.

## À propos du jeu
Gargoyle's Quest II n'est ni remake ni une véritable suite car les événements y sont contés sous la forme d'une préquelle au premier épisode. L'introduction de Gargoyle's Quest relate d'ailleurs les événements de ce dernier. De plus, des indices pendant le jeu permettent de dire que les deux opus se situent chronologiquement avant la saga des Ghosts 'n Goblins dont ils sont issus.
Le jeu est sorti en 1992 sur un support alors sur le déclin et n'a pas rencontré un succès comparable au volet précédent. Capcom a d'ailleurs converti son jeu sur Game Boy en 1993 sous le nom de 
Makaimura Gaiden: The Demon Darkness (魔界村外伝 The Demon Darkness). Il a été vendu uniquement au Japon.